# Иванов, Александр Владимирович (регбист)
Александр Владимирович Иванов (род. 4 ноября 1990, Монино, Московская область) — российский регбист, мастер спорта России, нападающий команды ВВА-Подмосковье.

## Биография

### Клубная карьера
Регби начал заниматься в 2000 году. Первый тренер — Юрий Олегович Петухов. В команду ВВА-Подмосковье пришёл в 2010 году. Многократный призёр чемпионата России по регби и регби-7.

### Карьера в сборной
С 2018 года вошёл в состав сборной команды России по регби-7.